# Ноћ вештица 7: Двадесет година касније
Ноћ вештица 7: Двадесет година касније (енгл. Halloween H20: 20 Years Later) је амерички хорор филм из 1998. режисера Стива Мајнера са Џејми Ли Кертис, Џошом Хартнетом и Мишел Вилијамс у главним улогама. После четири наставка паузе, Џејми Ли Кертис се вратила у улогу Лори Строуд, а од ликова из претходних филмова враћа се и Ненси Стивенс у улози Марион Чејмберс Витингтон, док је Том Кејн заменио Доналда Плезенса у улози др Самјуела Лумиса, али има само камео улогу.
Тачно 20 година од догађаја из прва два филма, Мајкл Мајерс у бившој канцеларији др Лумиса проналази документ о његовој сестри Лори Строуд, у ком сазнаје да она није погинула у саобраћајној несрећи, већ је лажирала смрт и променила име у Кери Тејт. То га покреће на нови крвави пир у ком ће му, поред Лори, главна мета бити и њен син Џон.
Иако је седми у серијалу, филм служи као директан наставак другог дела, игноришући радњу претходна три филма.
Четири године касније, снимљен је нов наставак под називом Ноћ вештица 8: Ускрснуће, који прати догађаје из овог филма, али је уједно и најомраженији код публике, од свих филмова у серијалу Ноћ вештица

## Радња
29. октобра 1998. Мајкл Мајерс провали у старачки дом др Сема Лумиса у Лангдону, Илиноису. Лумисова бивша колегиница Марион Чејмберс Витингтон, која се старала о др Лумису све до његове смрти, стигне и открије да је досије о Лори Строуд, која је наводно погинула у саобраћајној несрећи, нестао. Мајкл убије њу, њеног тинејџерског комшију Џимија и његовог пријатеља Тонија пре него што напусти кућу у Џимијевом аутомобилу са Лориним досијеом.
У Самер Глену, у Калифорнији, Лори, која је лажирала своју погибију да би избегла Мајкла, живи под псеудонимом Кери Тејт и ради као директорка Хилкрест Академије, приватног интерната. Она је, такође, у љубавној вези са школским саветником Хилкреста, Вилом Бренаном. Међутим, далеко од тога да је Лори срећна, пошто је трагични догађаји из 1978. и даље прогоне; она живи у страху да ће се Мајкл можда вратити по њу. Док су једна жена и њена ћерка у одмаралишту поред пута, Мајкл украде њихов аутомобил. У академијском кампусу ученици одлазе на школску екскурзију у Јосемити, а у кампусу остају само Лори, Вил, радник обезбеђења Рони Џоунс, Лорин син Џон, његова девојка Моли Картвел и њихови школски другови Чарли Деварукс и његова девојка Сара Вејнтроп, који организују прославу Ноћи вештица у подруму школе.
Касније те вечери Лори открије Вилу свој прави идентитет, схватајући да се Мајкл највероватније вратио да је убије и у светлу чињенице да је Џон истог узраста као што је и она била када су се 1978. догодила убиства. Мајкл у међувремену стигне украденим старим комбијем у Хилкрест и убије Чарлија и Сару. Мајкл јури Џона и Моли по школским ходницима. Вил и Лори спасу Џона и Моли од Мајкла, а он и Лори се по први пут после двадесет година сусретну очи у очи. Вил случајно упуца Ронија, који је патролирао ходником, побркавши Ронијеву сенку са Мајклом, а Мајкл убије Вила док он и Лори прегледају Ронијево тело.
Лори успева да одведе Џона и Моли на сигурно, а схватајући да никад неће бити безбедна докле год је он жив, почне да се бори с Мајклом очи у очи. Лори прободе Мајкла више пута и гурне га са балкона. Припреми се да га убоде још једном, али је Рони, који је преживео рањавање, убеди да престане. Власти стигну на лице места и утоваре Мајкла у патологов комби, али Лори, знајући да је Мајкл још увек жив, украде комби да га убије за свагда. Мајкл се освести и нападне Лори, која нагло закочи, услед чега Мајкл излети кроз шофершајбну. Лори вози комби на Мајкла и почне да скреће с пута низ стрму низбрдицу. Лори се измигољи напоље, а Мајкл је прикљештен између комбија и дрвета. Мајкл силом покушава да дохвати Лори и они готово додирну руке једно другом непосредно пре него што му она одруби главу ватрогасном секиром.

## Улоге
| Глумац                            | Улога                          |
| --------------------------------- | ------------------------------ |
| Џејми Ли Кертис                   | Лори Строуд / Кери Тејт        |
| Крис Дуранд                       | Мајкл Мајерс                   |
| Џош Хартнет                       | Џон Тејт                       |
| Мишел Вилијамс                    | Моли Картвел                   |
| Адам Аркин                        | Вил Бренан                     |
| ЛЛ Кул Џеј                        | Роналд „Рони" Џоунс            |
| Џоди Лин О'Киф                    | Сара Вејнтроп                  |
| Адам Хан Берд                     | Чарли Деварукс                 |
| Џенет Ли                          | Норма Вотсон                   |
| Ненси Стивенс                     | Марион Чејмберс                |
| Том Кејн и Доналд Плезенс (слика) | др Самјуел Лумис (камео улога) |
| Џозеф Гордон-Левит                | Џими Ховел                     |
| Лиса Геј Хамилтон                 | Ширли „Ширл" Џоунс             |